# Basket Zaragoza 2002
|  | Aquest article tracta sobre el club que va competir amb el nom comercial CAI Saragossa entre el 2002 i el 2016. No s'ha de confondre amb Club Baloncesto Zaragoza (el club que va competir amb el mateix nom entre el 1981 i el 1996). |

El Basket Zaragoza 2002 és un club de bàsquet espanyol de la ciutat de Saragossa (Aragó) fundat el 2002. Per motius de patrocini s'anomena Casademont Zaragoza. La temporada 2016-2017 participa en la Lliga ACB. També té un equip femení que juga a primera divisió.

## Història

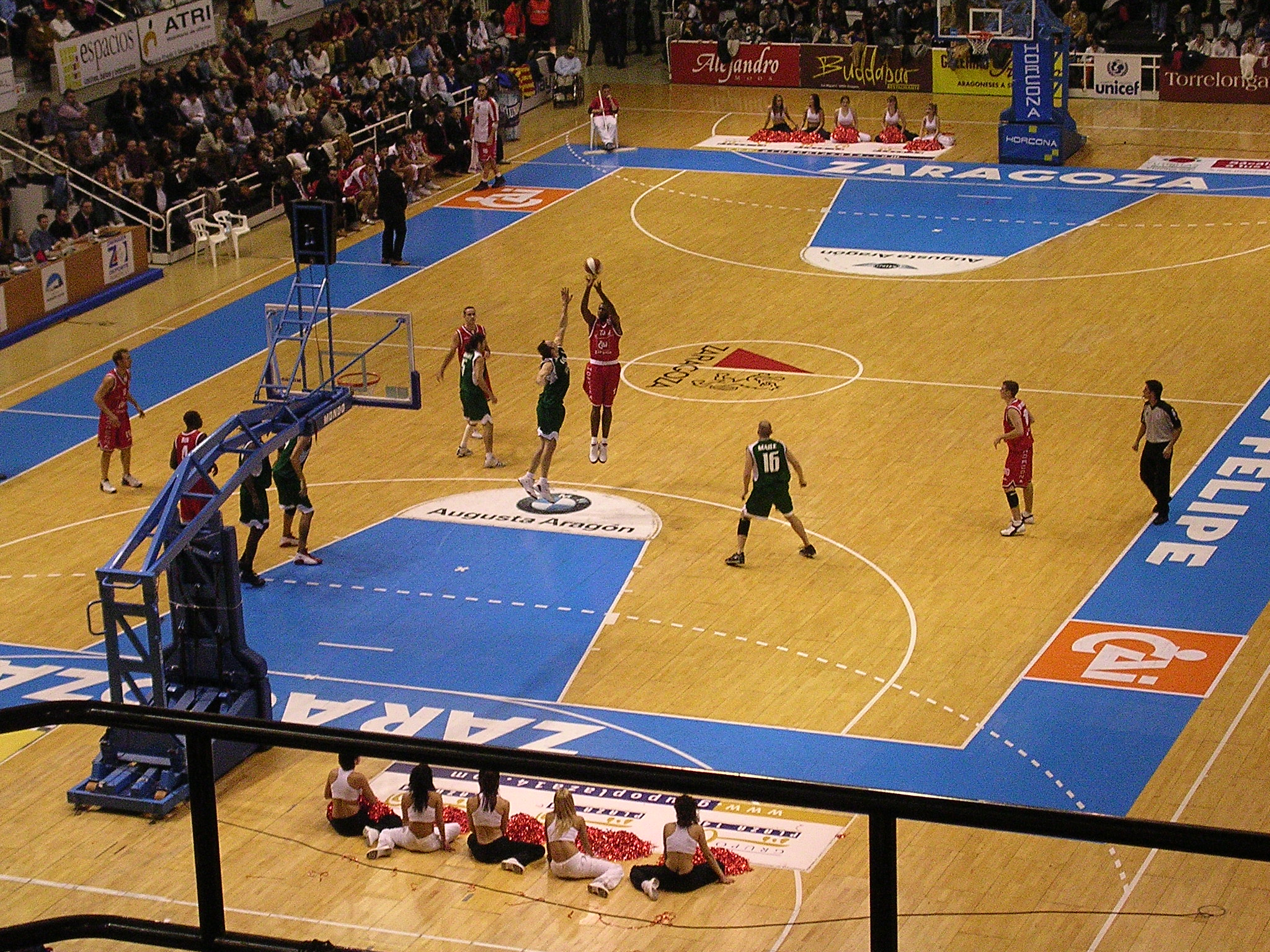
Partit del CAI Saragossa al pavelló Príncipe Felipe.

L'any 2002, un grup d'empresaris de Saragossa van decidir posar en marxa un projecte perquè la ciutat tornés a tenir un equip de bàsquet professional. Es va crear la SAE Basket Zaragoza 2002, que va comprar una plaça a la Lliga LEB. La Caja Inmaculada, la CAI, va assumir el patrocini principal i l'afició es va bolcar amb l'equip i es van fer 5.000 socis.
Després de 6 temporades a LEB, es va assolir l'ascens a la Lliga ACB de bàsquet. La temporada 2008-09, el CAI Saragossa va jugar a l'ACB i va acabar penúltim a la classificació, fet que el va portar a la lliga LEB una altra vegada. A la següent temporada (2009-2010) es va tornar a assolir l'ascens i des de llavors l'equip milita a la Lliga ACB.
L'equip femení guanyà la Copa de la Reina la temporada 2022-23, a la ciutat de Saragossa, en vèncer el Perfumerías Avenida (55-51) a la final.

## Pavelló
Disputa els seus partits al Pabellón Príncipe Felipe, que va ser inaugurat el 17 d'abril de 1990 i compta amb una capacitat per a 10.744 espectadors.

## Patrocinadors / Noms comercials
- 2002-2016 CAI Zaragoza
- 2016-2019 Tecnyconta Zaragoza
- 2019-actualitat Casademont Zaragoza

## Historial a la Lliga
| Temporada         | Categoria | Posició | Balanç | Play-offs  | Copa            |
| Temporada 2002-03 | LEB OR    | 14a     |        | -          | -               |
| Temporada 2003-04 | LEB OR    | 4a      |        | -          | -               |
| Temporada 2004-05 | LEB OR    | 6a      |        | -          | -               |
| Temporada 2005-06 | LEB OR    | 4a      |        | -          | -               |
| Temporada 2006-07 | LEB OR    | 3a      |        | -          | -               |
| Temporada 2007-08 | LEB OR    | 1a      |        | Ascens     | -               |
| Temporada 2008-09 | ACB       | 17a     | 8-24   | -          | -               |
| Temporada 2009-10 | LEB OR    |         |        | Ascens     | -               |
| Temporada 2010-11 | ACB       | 10a     | 16-18  | -          | -               |
| Temporada 2011-12 | ACB       | 10a     | 16-18  | -          | -               |
| Temporada 2012-13 | ACB       | 5a      | 21-13  | Semifinals | Quarts de final |
| Temporada 2012-13 | ACB       | 8a      | 18-16  | Semifinals | Quarts de final |

### Palmarès
- Una Copa Príncep d'Astúries (2004)